# 沙希德·阿亚图拉·达斯特盖卜国际机场
沙希德·阿亚图拉·达斯特盖卜国际机场是伊朗伊斯兰共和国法尔斯省省会设拉子的国际机场，本名设拉子国际机场，后为了纪念在该城出生并死于爆炸（1981年）的宗教领袖阿亚图拉阿卜杜勒-侯赛因·达斯特盖卜·设拉齐而改现名（“沙希德”是伊斯兰教中的殉教者）。
沙希德·阿亚图拉·达斯特盖卜国际机场于2005年完成了修缮和扩建，已经成为仅次于首都德黑兰伊玛目霍梅尼国际机场的全国第二大机场。

## 客運大樓
沙希德·阿亚图拉·达斯特盖卜国际机场由四個大樓組成，其中兩個供國際航班的乘客使用，另外兩個供國內航班的乘客使用。另外，亦有一座供國際航班乘客使用的大樓正在興建，並預計於2020年建成，建成後，現原有的客運大樓會改為朝覲 (伊斯蘭教)航班之用。

### 現時的客運大樓
- VIP大樓：由梅拉杰航空營運的政府官方航班。
- CIP大樓：由乘客及其他機構要求下會開放使用。
- 國內航班抵達及離境大樓：供國內航班及其乘客抵達及離境之用。
- 國際航班抵達及離境大樓：供國際航班及其乘客抵達及離境之用。

## 航空公司与航点
| 航空公司       | 目的地 | 客運大樓 |
| -------------- | --- | -------- |
| 伊朗奧賽瑪航空 | 阿巴丹、阿瓦士、阿巴斯港、恰赫巴哈爾、伊斯法罕、克爾曼、克爾曼沙赫、基什島、拉默爾德、拉爾、馬什哈德、瑙沙赫爾、格什姆島、拉什特、薩里、錫里島、大不里士、德黑蘭-梅赫拉巴德、扎黑丹 | 國內     |
| 伊朗奧賽瑪航空 | 杜拜-國際、馬斯喀特 | 國際     |
| 伊朗航空       | 阿巴丹、阿瓦士、阿巴斯港、倫格港、布什爾、伊斯法罕、德黑蘭-梅赫拉巴德 | 國內     |
| 伊朗航空       | 巴格達、多哈、杜拜-國際、科威特、納傑夫 季節性：吉達、麥地那 | 國際     |
| 阿特拉克航空   | 包機：德黑蘭-梅赫拉巴德 | 國內     |
| 裏海航空       | 德黑蘭-梅赫拉巴德 包機：馬什哈德 | 國內     |
| 伊朗旅游航空   | 阿瓦士、伊斯法罕、德黑蘭-梅赫拉巴德 | 國內     |
| 伊朗納夫塔航空 | 阿瓦士、伊斯法罕、德黑蘭-梅赫拉巴德 | 國內     |
| 基什航空       | 阿薩盧耶、基什島、安塔利亞、德黑蘭-梅赫拉巴德 | 國內     |
| 马汉航空       | 阿瓦士、克爾曼、德黑蘭-梅赫拉巴德 | 國內     |
| 马汉航空       | 杜拜-國際 季節性：吉達、麥地那 | 國際     |
| 塔班航空       | 德黑蘭-梅赫拉巴德 包機：馬什哈德 | 國際     |
| 塔班航空       | 伊斯帕爾塔、伊斯坦堡-阿塔圖克 | 國際     |
| 扎格罗斯山航空 | 馬什哈德、德黑蘭-梅赫拉巴德 | 國內     |
| 扎格罗斯山航空 | 科威特 | 國際     |
| 梅拉杰航空     | 馬什哈德、德黑蘭-梅赫拉巴德 | 國內     |
| 順風航空       | 阿達納、安塔利亞 | 國際     |
| 土耳其航空     | 伊斯坦堡-阿塔圖克 | 國際     |
| 考蘭登航空     | 季節性：阿達納、安塔利亞 | 國際     |
| 格什姆島航空   | 基什島、馬什哈德、格什姆島、錫里島、德黑蘭-梅赫拉巴德 | 國內     |
| 格什姆島航空   | 巴格達、納傑夫 | 國際     |
| 阿拉伯航空     | 沙迦 | 國際     |
| 杜拜航空       | 杜拜-國際 | 國際     |
| 卡塔爾航空     | 多哈 | 國際     |
| 海湾航空       | 巴林 | 國際     |
| 沙特阿拉伯航空 | 季節性：吉達、麥地那 | 國際     |